# ساعت گرگ و میش (رمان کوتاه)
ساعت گرگ و میش (۱۳۷۸ خورشیدی) رمان کوتاهی حدود ۳۰٬۰۰۰ کلمه از محمدرضا پورجعفری برندهٔ جایزهٔ ادبی منتقدان و نویسندگان مطبوعات و جایزهٔ ادبی یلدا است.